# Bela Crkva, Nordmakedonien
Bela Crkva (makedonska: Бела Црква) är en ort i Nordmakedonien.   Den ligger i kommunen Krivogaštani, i den sydvästra delen av landet, 80 kilometer söder om huvudstaden Skopje. Bela Crkva ligger 600 meter över havet och antalet invånare är 807.